# Відділення № 3 радгоспу «Динамо»
Відділення № 3 радгоспу «Динамо» (рос. Отделение № 3 совхоза «Динамо») — селище у Нехаєвському районі Волгоградської області Російської Федерації.
Населення становить 0 осіб. Входить до складу муніципального утворення Динамовське сільське поселення.

## Історія
Селище розташоване у межах українського історичного та культурного регіону Жовтий Клин.
Згідно із законом від 14 лютого 2005 року № 1006-ОД органом місцевого самоврядування є Динамовське сільське поселення.

## Населення
| 2010 |
| ---- |
| 0    |